# Телетльтляр
Телетльтляр (устар. Телетль-ляр) — река в России, протекает по Дагестану. Устье реки находится в 68 км по правому берегу реки Аварское Койсу. Длина реки составляет 12 км. Площадь водосборного бассейна — 33,1 км².
В верховье на реке расположен посёлок Тететль.

## Данные водного реестра
По данным государственного водного реестра России относится к Западно-Каспийскому бассейновому округу, водохозяйственный участок реки — Сулак от истока до Чиркейского гидроузла. Речной бассейн реки — Терек.
Код объекта в государственном водном реестре — 07030000112109300001022.